# John Morris (baron Morris d'Aberavon)
Pour les articles homonymes, voir John Morris et Morris.
John Morris (né le 5 novembre 1931 et mort le 5 juin 2023) est un homme politique britannique. Il est député travailliste modéré  de 1959 à 2001 et secrétaire d'État pour le Pays de Galles de 1974 à 1979.

## Biographie
John Morris est né à Capel Bangor, Aberystwyth, Cardiganshire. Il fait ses études à l'Ardwyn School, à l'Université d'Aberystwyth, et au Gonville and Caius College, à Cambridge. 
Morris est avocat et admis au Barreau par Gray's Inn en 1954. Il pratique au 2 Bedford Row Chambers, et devient conseiller de la reine en 1973 et Bencher de Gray's Inn en 1984. Entre 1982 et 1997, Morris est greffier à la Crown Court. 
Il représente Aberavon en tant que député travailliste à partir de 1959 et est le député gallois le plus ancien jusqu'à sa retraite en 2001, date à laquelle il est remplacé par Hywel Francis. 
Il est sous-secrétaire d'État parlementaire au ministère de l'Énergie et du ministère des Transports et ministre d'État au ministère de la Défense. Ayant prêté serment au Conseil privé lors des honneurs d'anniversaire de 1970. Morris rejoint le Cabinet en tant que secrétaire d'État pour le Pays de Galles entre le 5 mars 1974 et le 4 mai 1979 et est retourné au gouvernement en tant que procureur général pour la juridiction d’Angleterre-et-Galles et pour l’Irlande-du-Nord entre 1997 et 1999, ayant occupé le rôle dans l'opposition depuis 1983. En tant que tel, il est l'un des rares ministres travailliste à occuper un poste sous la direction de Harold Wilson, James Callaghan et Tony Blair. 
Lord Morris est chancelier de l'Université de South Wales depuis sa création en 2013 à la suite de la fusion entre l'Université de Glamorgan (où Lord Morris était chancelier depuis 2002) et l'Université du Pays de Galles, Newport. Il succède à un autre homme politique travailliste, Merlyn Rees comme chancelier de l'Université de Glamorgan. Lord Morris est président du London Welsh Trust, qui gère le London Welsh Centre, Gray's Inn Road, de 2001 à 2008. Il est également membre du conseil du Prince's Trust. 
Il est créé pair à vie avec le titre de baron Morris d'Aberavon, d'Aberavon dans le comté de West Glamorgan et de Ceredigion dans le comté de Dyfed lors des Distinctions honorifiques de 2001 et nommé Lord Lieutenant de Dyfed un an plus tard puis à l'Ordre de la Jarretière comme Chevalier Compagnon (KG) en 2003. 